# Полк імені Кастуся Калиновського
Полк імені Кастуся Калиновського (біл. По́лк імя́ Кастуся́ Каліно́ўскага, Połk imia Kastusia Kalinoŭskaha) — білоруський полк Збройних сил України, сформований у березні 2022 року як батальйон для захисту України, а саме — міста Києва від російського вторгнення в Україну 2022 року під час російсько-української війни. Був сформований з членів тактичної групи «Білорусь», учасників «Білого легіону» та «Молодого фронту», а також інших білорусів, які раніше не входили до цих формувань. До складу формування також входить група добровольців білоруського «Чорного кота». 21 травня того ж року батальйон реорганізували в полк, до складу якого увійшли батальйони «Литвин» і «Во́лат».
Названо на честь Кастуся Калиновського — одного з лідерів Січневого повстання білорусів, поляків, литовців та українців проти Російської імперії у 1863 році, національного героя Білорусі.

## Історія

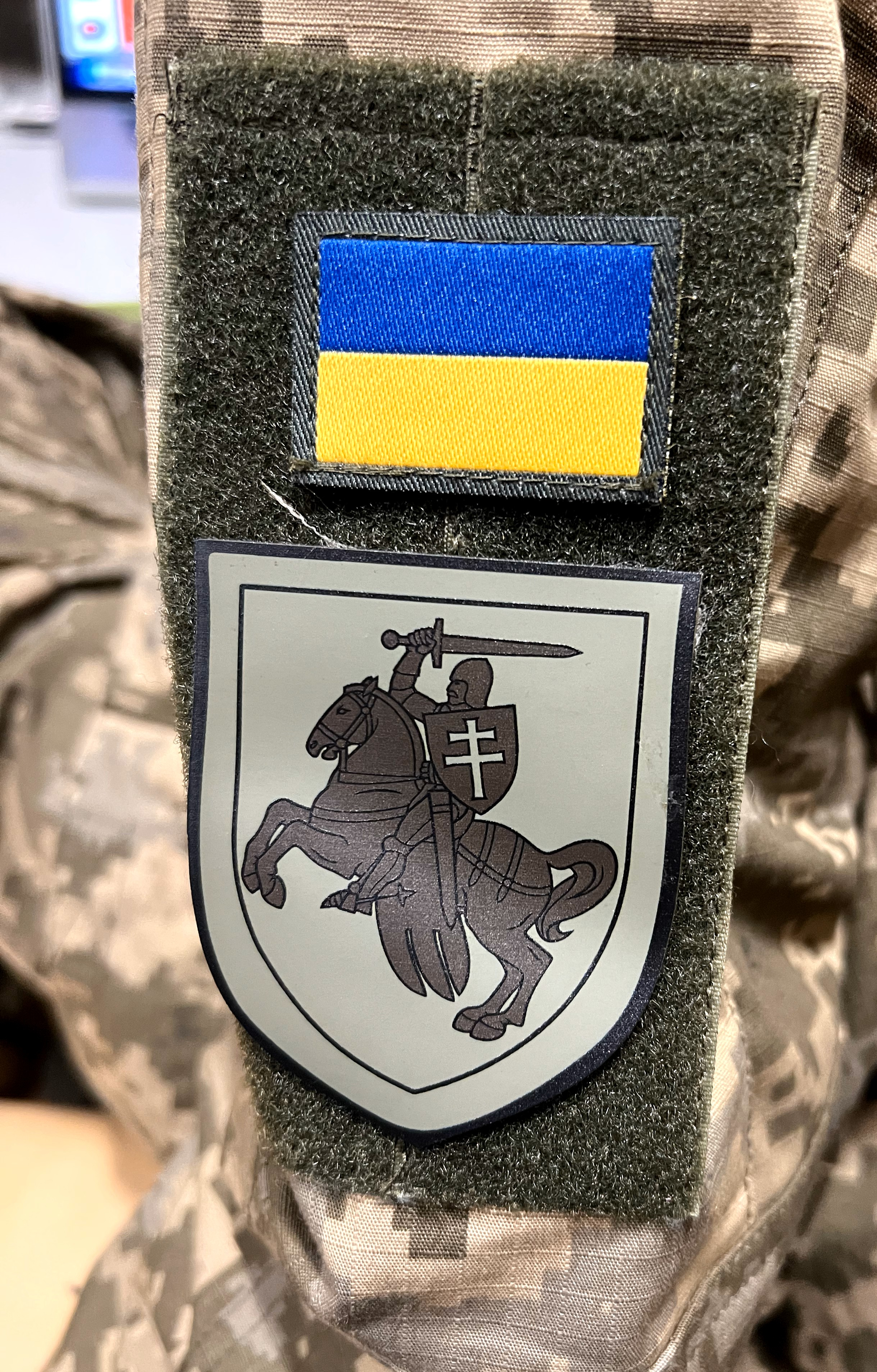
Нашивка батальйону ім. Калиновського

### Передісторія
Одним із перших іноземних добровольчих загонів в Україні під час російсько-української війни стала Тактична група «Білорусь», утворена у 2015 році під час війни на сході України.
Після повномасштабного російського вторгнення в Україну 2 березня 2022 року в українській армії сформували перший загін білорусів, до якого увійшли, серед інших, і учасники тактичної групи «Білорусь». За даними Радіо Свобода, 4 березня до нього увійшло близько 40 осіб. 4 березня 2022 року білоруський доброволець Ілля «Литвин» загинув в оборонних боях в Україні. Станом на 5 березня Україну захищали 200 білоруських добровольців, ще 300 білорусів, готових вступити до Іноземного легіону, перебували в Польщі.
За словами командира полку Дениса Прохорова: «Одне з завдань полку Калиновського — показати українцям та загалом усьому світу, що білоруси — це не лукашисти, які виступають за режим, вбивства та кров. Справжні білоруси підтримують братський народ України, зі зброєю в руках проливають кров на передовій, стоять за свободу України, роблячи все можливе, щоби покласти край режиму путіна».

### Формування батальйону імені Кастуся Калиновського
9 березня білоруські добровольці оголосили про формування батальйону імені Кастуся Калиновського.

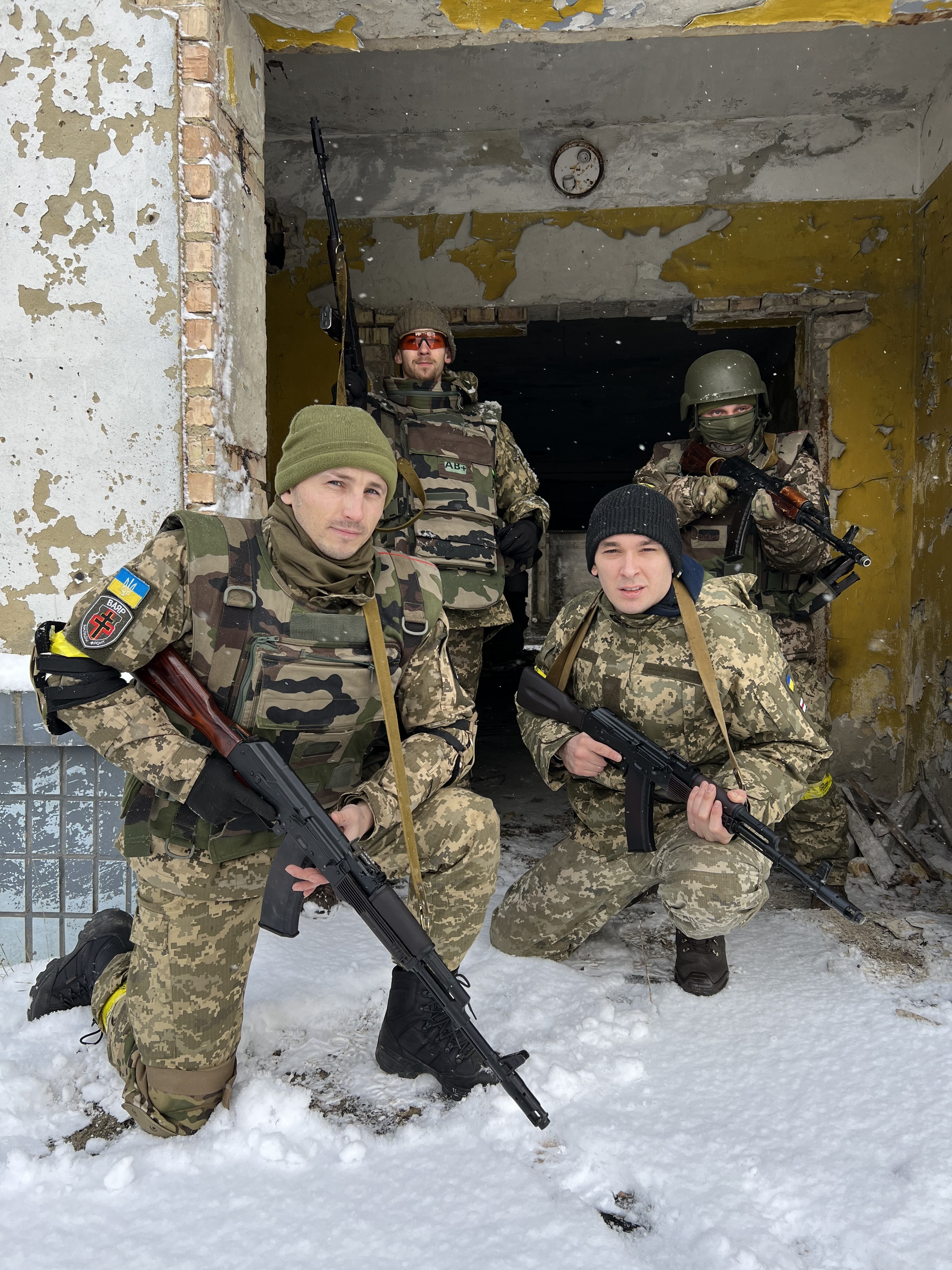
Члени батальйону імені Кастуся Калиновського.

18 березня у Києві з'явилися білборди «Разам — назаўжды» із зображенням добровольця батальйону імені Кастуся Калиновського, щоб продемонструвати, що білоруси з батальйону разом з українським народом піднялися на захист України від росіян.
25 березня 2022 року батальйон було включено до складу Збройних сил України, а бійці склали присягу. В інтерв'ю виданню Голос Америки 29 березня заступник командира батальйону Вадим Кабанчук повідомив, що батальйон майже досягнув розмірів середньостатистичного батальйону ЗСУ за кількістю бійців. Також він сказав, що батальйон ім. Кастуся Калиновського не входить до Інтернаціонального легіону територіальної оборони України, оскільки це дозволяє зберігати більшу автономію підрозділу.
Брали участь у боях за Бучу, Ірпінь та Ворзель і у визволенні села Лук'янівка, Баришівського р-ну, Київської області.
1 квітня 2022 року повідомлялося, що тисячі волонтерів — багато з яких були дисидентами, які були заарештовані після білоруських протестів 2020—2021 років — подали заявки на членство в батальйоні, але перевірка та оснащення цих волонтерів створили відставання, що сповільнювало їх розгортання.
21 травня 2022 року командир полку, Денис Прохоров, позивний «Кит», повідомив у відеозверненні про створення у складі Збройних Сил України полку Калиновського. До складу полку увійшли батальйони «Литвин» та «Во́лат». Пізніше сформували третій батальйон, що дістав назву «Терор». Батальйони назвали на честь бійців полку, які віддали свої життя у війні з РФ.
У 2022 році гурт «Тінь сонця» зробив адаптацію пісні Меч Арея білоруською мовою для полку.
19 серпня 2022 року рішенням командування полку командира батальйону «Терор» з позивним «Варяг» звільнили із ЗСУ. Частину бійців, які не погодилися з таким рішенням, виділили зі складу полку, зберігши назву підрозділу «Терор». Батальйон «Терор» відокремився від полку і приєднався до іншої частини ЗСУ, залишивши за собою назву «Терор».

Біло-червоно-білий прапор із колонами Ґедиміна у формі тризуба білоруської діаспори в Україні, який також використовує полк імені Кастуся Калиновського

25 грудня 2022 року в день Різдва Христового білоруські добровольці, що воюють на боці України, створили військове формування – «Білоруський Добровольчий Корпус». Бійці брали участь у визволенні Херсонщини, обороні Сєвєродонецька, боях на Запорізькому напрямку, боях за Бахмут.  Нині діє на Донбасі.

## Присяга батальйону імені Кастуся Калиновського
25 березня 2022 року, у День Волі (День Незалежності Білорусі), бійці батальйону імені Кастуся Калиновського склали присягу. Текст присяги білоруською мовою написав доброволець Батулін Родіон.

| Білорусь, мати моя Батьківщина! Присягаю звільняти і захищати тебе там, де знаходжуся зараз і куди приведе мене доля твого визволення. Битися за перемогу за твою свободу. Як билися наші предки з ординським гнітом москалів під Оршею, Смоленськом, Полонкою. Безжально виганяти безродних опричників земель твоїх. Як гнали їх вояки Великого князівства Литовського та білоруської шляхти, косарі Костюшка та повстанці Калиновського, жовніри Народної Республіки та партизани Опору. Захищати кров твоєї нації, силу твоєї землі і божественний дух твого існування. В лавах вільних братів і в полоні. Вдома і у вигнанні. В бою і у підпіллі. Нехай руки мої стискають зброю, поки шибениці не припинять стискати шиї синів твоїх. Нехай буде чути стукіт мого затвора, доки чути стукіт ґрат за спинами героїв твоїх. Нехай вистачить мені життя, щоби помститися за всіх закатованих, зґвалтованих і вбитих дітей твоїх. До останнього блиску річок твоїх у моїх очах. Поки буде чути тупіт «Погоні» у серці моєму. Жити з тобою, померти за тебе і відродити велич твою. Живе Білорусь! Живе вічно! Оригінальний текст (біл.) Беларусь! Маці мая, Радзіма! Клянуся вызваляць і бараніць Цябе! Там дзе знаходжуся зараз і куды прывядзе мяне лёс Твайго вызваленьня! Біцца да перамогі за Тваю свабоду. Як біліся нашыя продкі з ардынскім прыгнётам маскавітаў. Пад Воршай, Смаленскам, Палонкай. Бязьлітасна гнаць бязродных апрычнікаў з зямель тваіх! Як гналі ваяры Вялікага Княства Літоўскага і беларускай шляхты! Касінеры Касьцюшкі і паўстанцы Каліноўскага! Жаўнеры Народнай Рэспублікі і партызаны Супраціву! Бараніць кроў тваёй нацыі, моц тваёй зямлі і Боскі дух твайго існаваньня! У шэрагах вольных братоў і ў палоне. На Айчыне і ў выгнаньні. У баі і ў падпольлі. Няхай рукі мае сьціскаюць зброю, пакуль шыбеніцы ня скончаць сьціскаць шыі сыноў Тваіх! Няхай лязг майго затвору не сьціхае, пакуль чутны лязг кратаў за сьпінамі герояў тваіх! Няхай хопіць мне жыцьця, каб адпомсьціць за ўсіх закатаваных, згвалтаваных і забітых дзяцей Тваіх! Да астатняга бляску рэк Тваіх у маіх вачах! Пакуль будзе чутны тупат Пагоні ў сэрцы маім. Жыць з табою, памерці за цябе, і адрадзіць веліч тваю. Жыве Беларусь! Жыве вечна! |
| |

## Реакція
Створення батальйону підтримала лідер Об'єднаного перехідного кабінету Білорусі Світлана Тихановська У той самий час самопроголошений президент Білорусі Олександр Лукашенко, союзник президента Росії Володимира Путіна, назвав волонтерів «божевільними громадянами».
МВС Білорусі 26 березня 2022 заявило, що їм відомо про 50 учасників білоруського батальйону в Україні, і на них чекає кримінальна відповідальність. Про це повідомив в етері телеканалу СТВ заступник начальника ГУБОЗіКу Михайло Бедункевич. У вересні того ж року МВС визнало інтернет-ресурси полку екстремістським формуванням; створення та участь в екстремістському формуванні є кримінальним злочином за білоруськими законами. Крім того, Telegram-канал кабінету був внесений до списку екстремістських матеріалів.
27 серпня 2024 року Генпрокурор Білорусі Андрій Швед направив до Верховного суду Білорусі позов про визнання полку Калиновського терористичною організацією. 25 вересня 2024 року Верховний суд Білорусі визнав Полк Каліновського терористичною організацією.
У 2025 році білоруська влада заочно засудила п'ятьох членів полку Калиновського до тривалих термінів ув'язнення та великих штрафів.

## Відомі члени

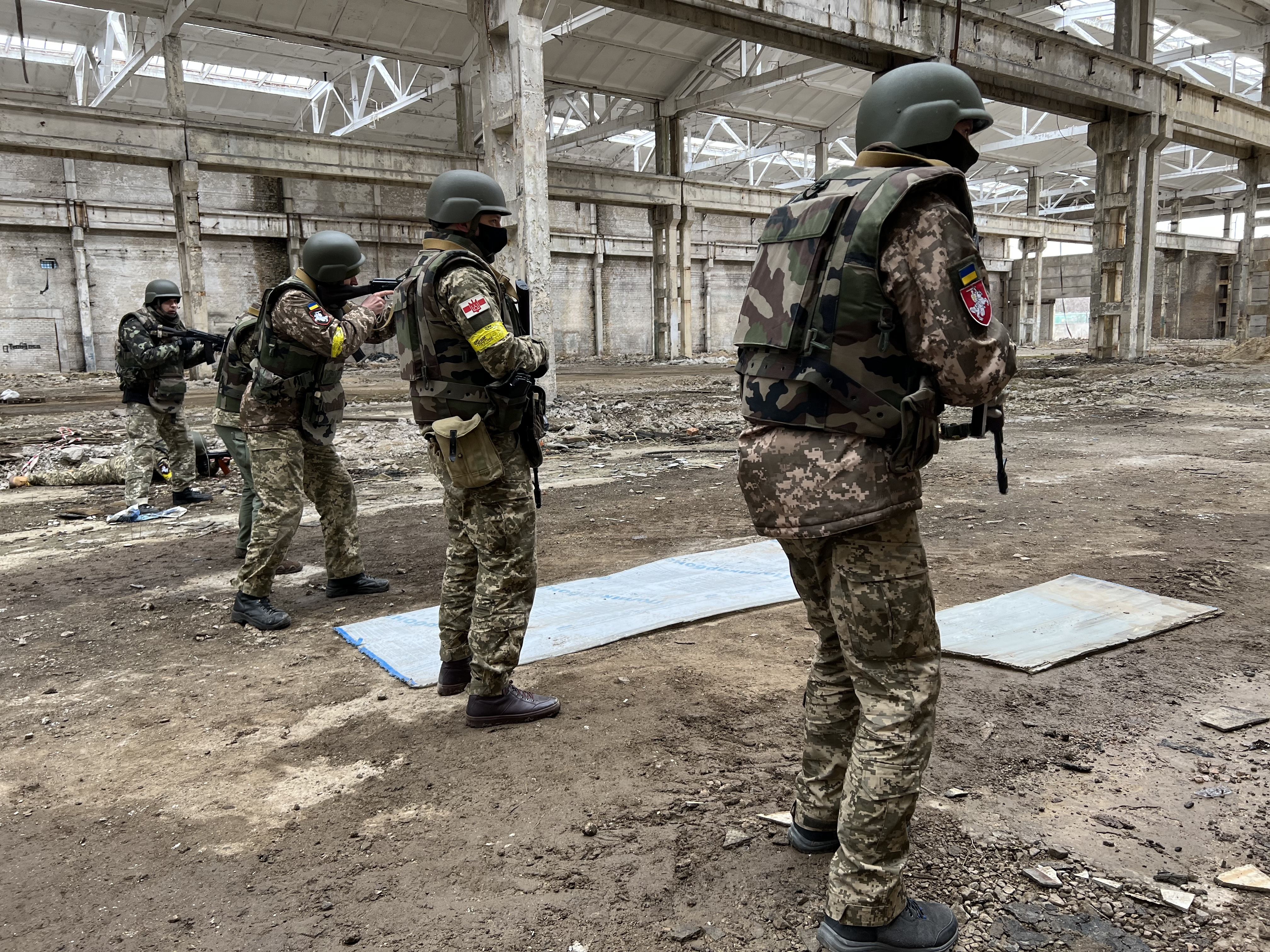
Білоруські добровольці, 2022 рік

- Павло Шурмей, колишній білоруський олімпійський весляр, рекордсмен світу[39].
- Денис Урбанович, голова Молодого Фронту[40].
- Сергій Беспалов, білоруський блогер[41][42][43].
- Василь Веремейчик. Колишній доброволець полку. 13 листопада 2024 року його було заарештовано у В'єтнамі за запитом Білорусі, після чого екстрадовано до Білорусі, де йому може загрожувати смертна кара[44].

## Структура[45]
- Батальйон «Волат»
- Батальйон «Літвін»
- Навчальна рота
- Комендантська служба
- Група БПЛА ім'я Мікіти Кривцова
- Інженерний взвод
- Медична служба
- Взвод технічного забезпечення
- Фінансова служба

## Нагороди
12 квітня 2022 року Указом Президента України заступнику командира полку Олексію Скоблі було присвоєно звання Героя України.
1 лютого 2023 року, в день 160-ї річниці початку повстання Кастуся Калиновського на території Білорусі медаллю «За бойові заслуги» нагородили 22 бійців полку, які проявили мужність у боях проти російсько-окупаційних військ в Україні. 
9 березня 2023 року  відбулося офіційне нагородження і стало першою відомою церемонією нагородження державними нагородами Білорусі за бойову відвагу з часів Речі Посполитої. Серед перших нагороджених медаллю були Мирослав Лазовський, Денис Урбанович, Павло Шурмей.
25 березня 2024 року у 106-ту річницю проголошення незалежності Білоруської Народної Республіки Голова Ради БНР Івонка Сурвіла підписала укази про нагородження командира полку імені Кастуся Калиновського Дениса Прохорова та заступника командира полку Вадима Кабанчука медалями ордена Погоні (з додатковою бойовою відзнакою).

## Втрати
- Ілля Хренов, позивний «Литвин» — загинув 4 березня 2022 року в бою у Ворзелі[9][17].
- Скобля Олексій Миколайович, позивний «Тур» — воював на боці України з 2014 року, входив до складу тактичної групи «Білорусь». Служив в українському загоні спецпризначенців. 13 березня 2022 під селом Мощун Бучанського р-ну Київської області дістав складне поранення у стегнову артерію, після того, як його загін потрапив у засідку. Він загинув, прикриваючи відступ своїх солдатів у віці 31 року[31][48][49]. 12 квітня 2022 року указом Президента України Олексію Скоблі було надано звання Героя України[50].
- Апанасович Дмитро Мар'янович, позивний «Терор» — 24 березня 2022 року в Ірпені під час артилерійського обстрілу був тяжко поранений. Був евакуйований, але врятувати його життя медикам не вдалося. Помер у віці 32 років[51][52].
- Командир роти Павло «Во́лат» — 16 травня 2022 року під час визволення українського села від російських окупантів підірвався на міні ПОМ-2. Важко пораненого його везли до лікарні, але не встигли врятувати[53].
- Іван Марчук, позивний «Брест», командир батальйону «Волат» – загинув 26 червня 2022 року під час боїв у районі Лисичанська[54].
- Василь Грудовик, позивний «Атам» – загинув 26 червня 2022 року під час боїв у районі Лисичанська[55].
- Василь Парфенков, позивний «Сябро» – загинув 26 червня 2022 року під час боїв у районі Лисичанська[56].
- Вадим Шатров, позивний «Папік» – загинув 26 червня 2022 року під час боїв у районі Лисичанська[56].

### 2024
- 6 серпня 2024 — Пшемислав Расевич-Кучинський («Кордіян»). 2.05.1988, м. Ґдиня, Польща. Похований у Львові[57].